# Yverdon Sport FC
Yverdon-Sport FC é um time de futebol da Suíça localizado na cidade de Yverdon-les-Bains. O clube foi fundado em 1948. O time joga atualmente a Challenge League, que é a segunda divisão do futebol no país. Seus jogos são mandados no Stade Municipal.

## Títulos
- Challenge League: 1

2005

## jogadores
- Djibril Cissé
- Sócrates Oliveira Fonseca

## Elenco atual
| Nº | Pos | País    | Jogador             |
| 1  | G   | Suíça   | Ludovic Zwahlen     |
| 2  | D   | Suíça   | Yoann Estebaranz    |
| 3  | D   | Senegal | Babacar Dia         |
| 4  | D   |         | Dadie Mayila        |
| 5  | M   |         | Sacha Margairaz     |
| 6  | M   |         | Yannick Bovay       |
| 7  | D   |         | Steve Samandjeu     |
| 9  | A   | França  | Djibril Cissé       |
| 10 | A   |         | Fatah Ahamada       |
| 11 | A   |         | Allan Eleouet       |
| 12 | M   |         | Maxime Schertenleib |

| Nº | Pos | Jogador           |
| -- | --- | ----------------- |
| 14 | M   | Eros Pitronaci    |
| 15 | D   | Esteban Rosse     |
| 16 | A   | Mehmed Begzadic   |
| 17 | D   | Lianel Lauper     |
| 18 | G   | Julien Manière    |
| -  | A   | Alhassane Toure   |
| -  | M   | Shqiprim Morina   |
| 22 | D   | Isaac Bamele      |
| -  | G   | Kennedy Matos     |
| -  | A   | Ousmane Traoré    |
| -  | Z   | Titi Diaby        |
| -  | D   | Jonathan Lara     |
| -  | A   | Yassine El Allaou |

Atualizado em 2 de agosto de 2008
Nota: Bandeiras indicam equipe nacional, conforme definido pelas regras de elegibilidade da FIFA. Os jogadores podem ter mais de uma nacionalidade não-FIFA.
| N.º |            | Posição | Jogador                  |
| --- | ---------- | ------- | ------------------------ |
| 1   | Suíça      | G       | Christopher Meylan       |
| 2   | Cabo Verde | D       | Gilberto Reis            |
| 5   | Suíça      | D       | Micael Martins           |
| 6   | Suíça      | M       | Pascal Oppeliger         |
| 7   | França     | M       | Kaled Gourmi             |
| 8   | Suíça      | D       | Diego Büchel             |
| 9   | Nigéria    | A       | Edorisi Master Ekhosuehi |
| 10  | Brasil     | M       | Luís Carlos              |
| 11  | França     | D       | Karim Kaddour            |
| 12  | Suíça      | M       | Manuel Bühler            |
| 14  | Camarões   | A       | Achille Njanke           |

| N.º |                                | Posição | Jogador              |
| --- | ------------------------------ | ------- | -------------------- |
| 15  | França                         | M       | Bertrand N'dzomo     |
| 16  | Bósnia e Herzegovina           | D       | Mustafa Sejmenović   |
| 17  | Suíça                          | M       | Florent Pepsi        |
| 18  | França                         | G       | Michaël Bauch        |
| 20  | Itália                         | D       | Sébastien Meoli      |
| 21  | França                         | M       | Khadim Diouf         |
| 22  | Bósnia e Herzegovina           | D       | Mersudin Talovic     |
| 23  | Suíça                          | A       | Jonathan Gaballa     |
| 24  | França                         | D       | Andy Laugeois        |
| 25  | República Democrática do Congo | A       | Mbala Mbuta Biscotte |
| 26  | Marrocos                       | M       | Ayoub Rachane        |